# しず風&絆〜KIZUNA〜
しず風&絆〜KIZUNA〜（しずかぜ アンド きずな）は、愛知県出身の女性アイドルユニット。
バーサス・プロダクション所属。レーベルはT-Palette Records。以前から活動していた、しず風、および、絆〜KIZUNA〜という2つのグループが合体してできたものであるため、本稿では両グループそれぞれについても言及する。

## 概要
しず風は名古屋を中心に「素のままアイドル」として活動を続ける2人組のアイドルユニット。絆〜KIZUNA〜は4人組で、空手やチアダンスを取り入れるなどの独特のステージで知られる。両者は実際にお互いのメンバーの姉妹が所属するため「姉妹」ユニットと呼ばれる。「アイドルとロックの融合」をめざすIロックの活動により、両者が一緒のステージを行うことが多くなり、T-Palette Recordsではしず風&絆〜KIZUNA〜としてCDをリリースすることとなる。
Iロックのステージではメンバーが客席にダイブすることなどで、有名になった。

## 略歴
2009年
- しず風CDデビュー。

2010年
- 「アイドルとロックの融合」をめざすIロックの活動（具体的には、バックバンドを取り入れたステージ）を絆〜KIZUNA〜とともに始める。

2011年
- しず風がT-Palette Records所属となる。

2012年
- しず風が絆〜KIZUNA〜と合体し、「しず風&絆〜KIZUNA〜」になる。

2015年
- 5月13日、体調不良のために活動を休止していた「絆〜KIZUNA〜」の水野の卒業および芸能界引退を発表。あわせて、残るメンバー5人全員のグループ卒業が発表された[2]。
- 9月28日、「しず風&絆〜KIZUNA〜 THE LAST LIVE @TOKYO 〜偽りのさ・よ・な・ら〜」の公演を最後にメンバー全員卒業[3]。

2016年
- 12月17日から翌18日早朝まで、メンバーが所属していたバーサス・プロダクションが名古屋に12月15日にオープンしたライブハウス・愛知・VERSUS東海ホールにて開催される「交フェス vol.13 in 名古屋〜VERSUS東海ホール オープンSP〜」に、真野しずく、立花風香、白鳥美海、立花美空、桜山澪の5人で一夜限りの再結成を果たし、バンドを従えてのライブを実施[4]。

2022年
- 1月23日、所属事務所代表・はっしーのTwitterにて同30日にVERSUS東海ホールで開催予定のシークレットライブ「アイドルROCK 【I ROCK】 ＶＳ ガールズROCK」へのしず風&絆（真野しずく、立花風香、白鳥美海、立花美空の4人）に1日限りの復活・出演と、当日重大発表があることが告知された[5]。しかし同26日には新型コロナウイルス感染拡大の影響でライブ自体の開催中止（延期）が発表された[6]。
- 5月7日にVERSUS東海ホールにて開催されたライブイベント「交フェス∞CHAIN∞」（しず風&絆は不参加）にて、はしけいから同グループの復活が予告された[7]。

2023年
- 8月19日、はしけいのTwitterにて、前年に中止されたライブ以来の復活の舞台として、9月10日にVERSUS東海ホールにて開催予定のイベントに、しず風&絆（真野しずく、立花風香、白鳥美海、立花美空の4人）が出演すると予告された[8]。

## メンバー

### しず風
- 真野しずく（まの しずく、1996年11月13日 - ）身長：156cm 特技：料理 イメージ動物：ぞうさん しず風の青色担当
- 立花風香（たちばな ふうか、1995年11月16日 - ）身長：155cm 特技：歌・ダンス イメージ動物：かばさん しず風の赤色担当

### 絆〜KIZUNA〜
- 白鳥美海（1994年9月20日 - ）身長：162cm 特技：ダンス・書道 イメージ動物：白鳥
- 立花美空（1993年12月14日 - ）身長：155cm 特技：ダンス・歌 イメージ動物：ライオンさん
- 桜山澪（1997年6月5日 - ）身長：162cm 特技：ダンス・一輪車 イメージ動物：手長猿
- 水野晴子（1991年3月8日 - ） 身長：164cm 特技：金魚すくい イメージ動物：キリンさん

※立花美空と立花風香は実の姉妹。

## 作品

### シングル
- PINKのロケット☆彡/ぶたマル UPっ♥ぷぅ（TRPC-0006、2011年11月09日、T-Palette Records）しず風の作品、初回盤（TPRC-0006X）がある
- Oo.しず風にのって.oO（TPRC-0012、2012年3月21日、T-Palette Records）初回盤（TPRC-0012X）がある
  1. Oo.しず風にのって.oO
    - 作詞・作曲・編曲：BANANA ICE

  2. 交-majiwari-
    - 作詞：水百花、作曲：鈴木新、編曲者：鈴木新、tsunamix

  3. Yellow Fuckin'Idol?
    - 編曲：BANANA ICE
- チェッカーフラッグをとめろ（TPRC-0023、2012年10月24日、T-Palette Records）
  1. チェッカーフラッグをとめろ
    - 作詞：水百花、作曲：正垣和則

  2. パンチドランカー
    - 作詞：水百花、作曲：正垣和則

  3. カプセルカプセル
    - 作詞：MASARU、作曲：正垣和則、編曲者：桜井健太
- つくしんぼう（TPRC-0035、2013年3月27日、T-Palette Records）初回盤（TPRC-0035X）がある
  1. つくしんぼう
    - 作詞：水百花、作曲：正垣和則、編曲：WEEAST

  2. ドキドキ☆パニック
    - 作詞：vanillaice、作曲：Keiji Matsumoto、編曲：WEEAST、正垣和則

  3. つくしんぼう（inst）
  4. ドキドキ☆パニック（inst）
- つくしん暴（TPRC-0036、2013年3月27日、T-Palette Records）初回盤（TPRC-0036X）がある
  1. つくしん暴
    - 作詞：水百花、作曲・編曲：正垣和則

  2. ドキドキ☆パニック（I Rock Ver.）
    - 作詞：vanillaice、作曲：Keiji Matsumoto、編曲：正垣和則

  3. つくしん暴（inst）
  4. ドキドキ☆パニック（I Rock Ver., inst）
- WONDER PARADE（TPRC-0101、2014年8月19日、T-Palette Records）
  1. WONDER PARADE
    - 作詞・作曲・編曲：山下智輝

  2. トキメイクライフ
    - 作詞・作曲・編曲：山下智輝

  3. WONDER PARADE(inst)
  4. トキメイクライフ(inst)
- 偽りのさ・よ・な・ら（BRDS-1023、2015年8月1日、VERSUS PRODUCTION）
  1. 偽りのさ・よ・な・ら,
  2. 偽りのさ・よ・な・ら(instrumental)

### ミニ・アルバム
- 交-Majiware-（TPRC-0059、2013年11月6日、T-Palette Records）

### VACD
- LOCAL IDOL BEST（TFCC-86386、2012年7月18日）「PINKのロケット☆彡」収録